# Henning Wind
Henning Nørgaard Wind (Copenaghen, 19 gennaio 1937) è un ex velista danese.

## Palmarès

### Olimpiadi
- 1 medaglia:
  - 1 bronzo (Tokyo 1964 nella classe Finn)